# Финске Кале
Финске Кале (познате још и као Фински Роми) представљају групу Рома који претежно живе у Финској и Шведској. Најчешће се служе финским, или шведским језиком, или финским Кало језиком.

## Историја
Првобитне финске Кале биле су припадници групе Романисаел који су дошли у Финску након што су били протерани из Шведске у 17. веку. Преци финских, шведских и норвешких Рома били су енглески и шкотски Роми који су били протерани из енглеске и шкотске краљевине. У Шведској је 1637. године донет закон да сви Роми морају да напусте ову државу најкасније до 8. новембра 1638. године. Сви мушки припадници ромске националне мањине који би се затекли на територији Шведске након тог датума би могли да буду обешени без суђења, а жене и деца би били протеривани. Ова пракса је укинута 1748. године. Када је Финска постала независна држава 1917. године, све Кале су добиле држављанство и сва права. Током Зимског рата и Настављеног рата приближно хиљаду Кала је служило у финској војсци. 

## Култура

### Ношња
Финске Кале прате традицију и када је реч о мушкој, али и о женској ношњи. Девојке узраста од 17 до 20 година могу да бирају да ли ће носити традиционалну ношњу или не и донесена одлука се сматра коначном. Чак и када се определе да не носе традиционалну ношњу, жене се и даље облаче смерно у извесној мери. Женске ношње финских Кала су потекле од традиционалних женских финских ношњи. Све до почетка 20. века женске ношње су се састојале од блузи, сукњи и кецеља. Временом, и захваљујући све бољем материјалном стању, женске ношње финских Кала постају све украшеније. Углавном су се састојале од црне сукње од плиша, која је била дугачке до пода и најчешће са високим струком, пуфнасте блузе која је често била украшена карнерима или чипком, и направљене од декоративних материјала са шљокицама или штрасом.
Мушкарци, припадници финских Кала су се у 19. веку облачили готово исто као и фински фармери. Њихова ношња се састајала од капута, широких панталона, дугачких чизама и шешира са ободом. У 20. веку мушки припадници Кала почињу да носе одећу која стилом подсећа на кочијашку униформу. Њихова ношња се састојала од беле кошуље, јакне (понекад направљене од коже), шапке, дугачких црних чизама и широких сивих јахачких панталона. Финске Кале су посебно познате по јахачким панталонама јер су их друге групе избегавале зато што су их подсећале на агресивну војску. Током 60- их и 70- и х година 20. века, шапке су престале да се носе, а јахачке панталоне и чизме су замењене ширим панталонама и ципелама за шетњу. Јакне су и даље остале важан елемент ношње Кала јер обичаји налажу да је непристојно носити само кошуљу. Панталоне и фармерке које носе мушкари су углавном тамнијих боја. У данашње време ношње које подсећају на кочијашку униформу носе углавном само старији, а млади их носе само у посебним приликама. 
Деца носе ношње сличне другим етничким групама. Девојчице у у адолесценцији носе дугачке и уске тамне сукње.

### Музика
Традиционална музика финских Кала се разликује од музике других групација Рома по мелодији, тексту и начину извођења. Иако традиционална ромска музика постоји стотинама година и превазилази границе појединачних држава, традиционалне песме Финских Кала, попут рекилалуса, песме која је певана на санкама током дугих зимских путовања, представљају јединствену интерпретацију ромске музике. У овим песмама су опеване теме које се односе на древну ромску културу и њихов начин живота. У њима се најчешће помињу теме које се односе на трговину коња, тржнице, али и теме које се односе на вољене особе и др. Кроз традиционалне песме су се често преносила и упутства и смернице и исказивала снага породице. За традиционалну музику финских Кала карактеристичан је и јединствени начин певања, који одликују портаменто, вибрато и слободна експресија ритма. Традиционална музика почиње да се снима 1960- их година, а све до тада се преносила само усмено, са старијих на млађе генерације. Од средине 20. века, осим традиционалне, почињу да се појављују и друге врсте духовне и популарне ромске музике попут финског танга и шлагера.

## Положај у друштву

### Однос већинског становништва према Ромима
Роми су у Финској присутни преко 500 година. Данас се процењују да у овој држави живи око 10 000 Рома који претежно насељавају јужне и западне делове Финске. Политика према мањинама у Финској почиње да се мења почетком 1970- их година, када су донете регулативе које спречавају дискриминацију. Инсистирање на асимилацији које је било на снази почетком 20. века је такође укинуто и почеле су да се спроводе мере које би довеле до побољшавања положаја Рома. У прилогу промени ставова и односа друштва према Ромима говори и промена у уставним правима, до које је дошло 1995. године, а којом се по први пут осигурало да Роми добију своје место у законодавству.

### Социоекономски статус
Роми су се традиционално бавили различитим занатима и важили су за веома веште коњанике. Неки од њих су били и самоуки ветеринари. Како је временом све мање и мање постојала потреба за овим вештинама, дошло је до раста незапослености почевши од 1960-их па надаље. За жене је ткање чипке било важан извор прихода, као и украшавање кућевних предмета чипком. Од почетка 1950-их, многи припадници финских Кала су се одселили у Шведску због бољих могућности за запошљавање и мање дискриминације. Према одређеним проценама у Шведској живи око 4 500 финских Кала. Данас се већина младих школује на свим нивоима финског образовног система, а школовање је углавном бесплатно и приступачно свим узрастима.